# Talaansaaret
Talaansaaret är en ö i Finland. Den ligger i sjön Enonvesi och i kommunen Enonkoski i den ekonomiska regionen  Nyslotts ekonomiska region  och landskapet Södra Savolax, i den sydöstra delen av landet, 300 km nordost om huvudstaden Helsingfors. Öns area är 1 hektar och dess största längd är 140 meter i sydväst-nordöstlig riktning.  Notera att namnet antyder att det är fråga om flera öar.